# Буда (Думиничский район)
Буда — деревня в Думиничском районе Калужской области России. Административный центр Сельского поселения «Деревня Буда»

## История

Братская могила в д. Буда

Памятник на братской могиле

Деревня Буда образовалась в 16 в. (во время устройства Козельской засеки) на холме, вдоль дороги Усты — Кцынь. В XVIII—XIX вв. называлась Брюсова Буда и Буда Мальцевская, по имени владельцев. Входила в приход Преображенской церкви с. Дубровка.
В 1848 (по ревизии 1833 г.?) — 74 двора.
В 1859 насчитывала 96 дворов, 337 душ мужского пола и 332 женского. С 1861 — центр Будской волости Жиздринского уезда.
В 1898 году возле Буды прошла железная дорога Москва-Брянск, была построена станция Палики.
В декабре 1929 — образовалась сельхозартель «Красный строитель», к весне 1930-го в колхоз вошли 36 хозяйств. Позднее он назывался имени Калинина.
Территория населённого пункта стала в годы войны местом активных боевых сражений. Немцы оккупировали деревню в начале октября 1941 года. Всех жителей согнали на станцию Палики и отправили сначала в Брянский концлагерь, затем в Эстонию. Освободили деревню советские солдаты только в июле 1943 года. Жители вернулись домой в сентябре 1944 года. В 1956 году в деревне была поставлена мемориальная доска и братская могила павшим солдатам.
В сентябре 1959 колхоз им. Калинина присоединился к колхозу имени 1 Мая (д. Усадьба; с 1969 — совхоз «Паликовский», существовал до 2000 г.).
В деревне есть свой дом Культуры.
В старинной деревне три улицы: Центральная, Новая и За вершком. В 2005 году была издана книга «История деревни Буда», автор Е. Г. Сухоруков.

## Знаменитые земляки
- Выпускник Будской школы — Тихон Борисович Митрохин (1902—1980), первый и единственный нарком (министр) резиновой промышленности СССР (в 1942—1948 гг.).
- Прокошин, Валерий Иванович (1959—2009) — русский поэт. Родился в Буде, вырос в Ермолине, жил в Обнинске. Похоронен в Ермолине.
- В Буде родился Никита Егорович Меркулов (1875—1935) — соратник В. И. Ленина, член Союза борьбы за освобождение рабочего класса.
- Лебедев, Николай Георгиевич (1901—1992) — генерал-майор, военачальник.